# Kabikiejmy
Kabikiejmy (deutsch Ober Kapkeim) ist ein Ort in der polnischen Woiwodschaft Ermland-Masuren. Er gehört zur Stadt-und-Land-Gemeinde Dobre Miasto (Guttstadt) im Powiat Olsztyński (Kreis Allenstein).

## Geographische Lage
Kabikiejmy liegt im nördlichen Westen der Woiwodschaft Ermland-Masuren, 25 Kilometer südwestlich der früheren Kreisstadt Heilsberg (polnisch Lidzbark Warmiński) bzw. 15 Kilometer nördlich der heutigen Kreismetropole und auch Woiwodschaftshauptstadt Olsztyn (deutsch Allenstein).

## Geschichte
Das Dorf Ober Kapkeim wurde 1874 als Landgemeinde in den neu errichteten Amtsbezirk Glottau (polnisch Głotowo) im ostpreußischen Kreis Heilsberg, Regierungsbezirk Königsberg, aufgenommen.
304 Einwohner waren im Jahre 1910 in Ober Kapkeim registriert. Ihre Zahl belief sich 1933 auf 288 und 1939 auf 255.
Im Jahre 1945 kam Ober Kapkeim in Kriegsfolge mit dem gesamten südlichen Ostpreußen zu Polen. Das Dorf erhielt die polnische Namensform „Kabikiejmy“ und ist heute eine Ortschaft innerhalb der Gmina Dobre Miasto (Stadt-und-Land-Gemeinde Guttstadt) im Powiat Olsztyński (Kreris Allenstein), von 1975 bis 1998 der Woiwodschaft Olsztyn, seither der Woiwodschaft Ermland-Masuren zugehörig. Im Jahre 2021 zählte Kabimiekmy 116 Einwohner.

## Religion
Kabikiejmy gehört heute wie Ober Kapkeim bereits vor 1945 zur römisch-katholischen Pfarrei Cerkiewnik (Münsterberg) im jetzigen Erzbistum Ermland.
Bis 1945 war Ober Kapkeim außerdem in die evangelische Kirche Guttstadt (polnisch Dobre Miasto) in der Kirchenprovinz Ostpreußen der Kirche der Altpreußischen Union eingepfarrt. Heute ist Kabikiejmy der Diözese Masuren der Evangelisch-Augsburgischen Kirche in Polen zugeiordnet.

## Verkehr
Kabikiejmy liegt östlich der polnischen Landesstraße 51 (hier im Abschnitt der früheren deutschen Reichsstraße 134) und ist über den Abzweig in Kabikiejmy Dolne (Unter Kapkeim) zu erreichen. 
Eine Bahnanbindung besteht nicht.